# 孔群
孔羣（？—？），字敬林，會稽山陰人。東晉官員，堂兄是晉尚書僕射孔愉，因在晉官至御史中丞，故又有稱孔中丞。

## 生平
孔羣有才智和器量，有不受拘束的理想。蘇峻之亂時，蘇峻寵信其將匡術，故匡術出入有很盛大的隨行隊伍。一次孔羣與孔愉於橫塘同行，正正遇上匡術，孔瑜停下車子和匡術談話，但孔羣卻一眼也不看他。匡術見此大怒，想用刀砍殺他，孔瑜立即下車抱住匡術說：「我弟弟他發狂了，你看我份上饒了他吧。」這樣匡術才不殺他。
蘇峻之亂被平定時匡術歸降，王導打算留匡術繼續任官，於是藉眾官同坐的機會命匡術向孔羣勸酒，試圖讓二人冰釋前嫌。不過孔羣卻答：「孔群並不是孔子，在困厄之時都和匡術一樣而已。雖然散布平和溫暖的氣息，但對於有識之士，鷹變成了鳩，仍然都會讓他們憎惡其凶惡的目光呀。」王導聽後面有愧色。後孔羣任御史中丞，並在任內去世。

## 性格特徵
孔羣十分喜歡飲酒，王導都曾經說：「你這麼常喝酒，看不見賣酒人家用來蓋著酒瓿的布都用到糜爛了嗎？」孔群答：「你看不見肉糟浸得更久嗎？」孔羣又曾和親友於信中說：「今年田地產了七百石秫米，不夠用來造酒麴呀。」

## 子女
- 孔沈，嗣子。[1]